# Sachsenhagen

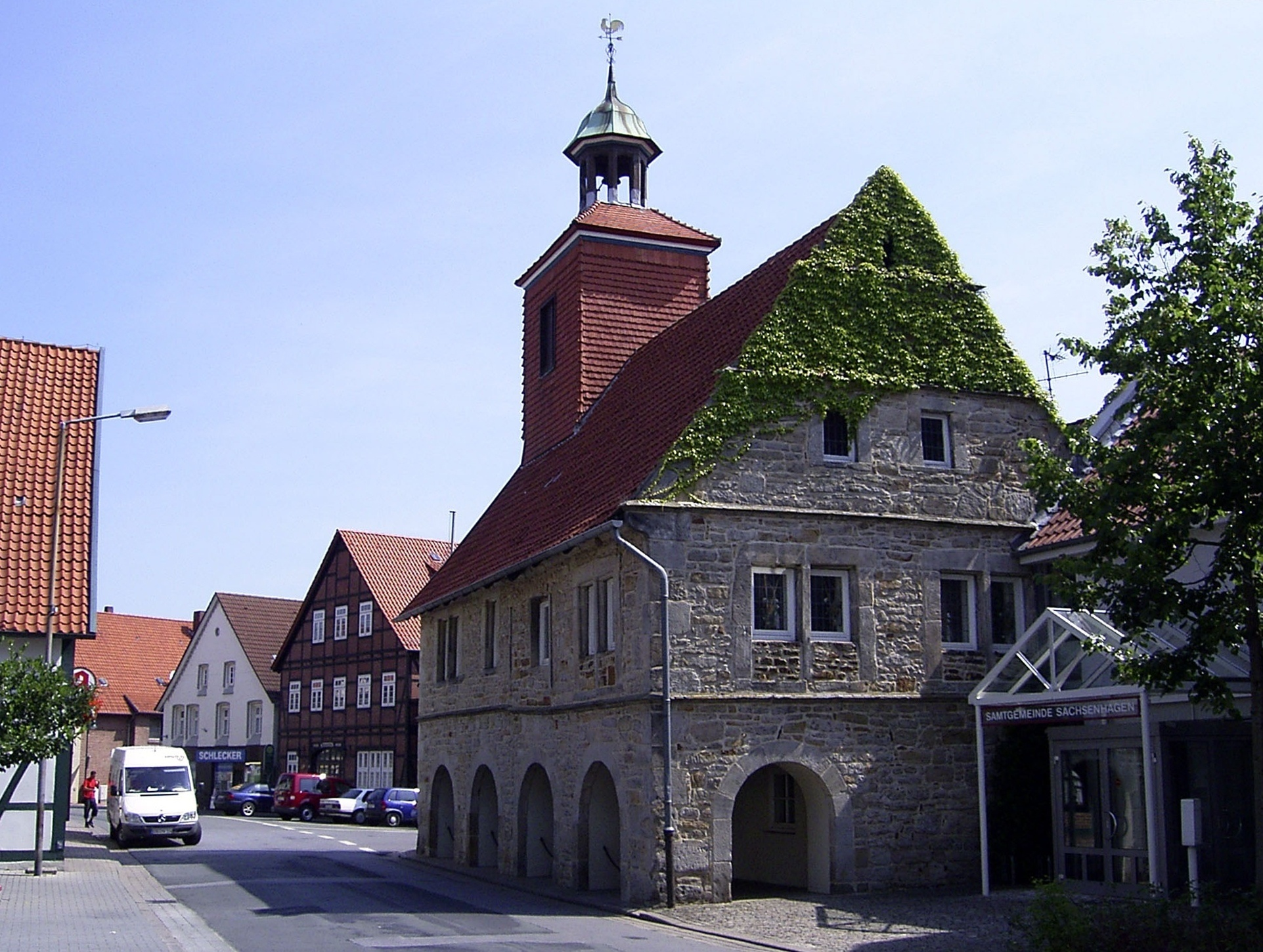
Ratusz z 1607 r. zbudowany z kamienia łupanego

Sachsenhagen – miasto w Niemczech, w kraju związkowym Dolna Saksonia, w powiecie Schaumburg, siedziba gminy zbiorowej Sachsenhagen.

## Geografia
Sachsenhagen leży nad Kanałem Śródlądowym, ok. 9 km na północ od miasta Stadthagen.